# 贾韦德·阿什拉夫
贾韦德·阿什拉夫（英語：Jawed Ashraf，1963年9月9日—），印度外交官，现任印度驻法国大使兼駐摩納哥大使，曾任印度驻新加坡高级专员。

## 經歷
贾韦德·阿什拉夫生於1963年9月9日。阿什拉夫在德里聖史蒂芬學院學習經濟學，並在印度管理研究所亞美達巴德分校學習管理學。
1991年，阿什拉夫加入印度外事服務部。。他於1993年至1999年在法蘭克福和柏林任職。此後，他於1999年至2004年在新德里外交部美洲司工作。2007年，他完成在印度駐加德滿都大使館擔任參贊的三年任期，2007年至2010年，他在印度駐美國大使館擔任參贊和政治事務公使，隨後從2010年到2012年，他擔任新德里外交部美洲司聯祕。
隨後他先后在曼莫漢·辛格和納倫德拉·莫迪的總理辦公室擔任聯秘。他在總理辦公室的職責包括外交事務、國防、國家安全委員會、原子能和航天。他於2016年1月回到外交部，擔任特別項目聯秘。
阿什拉夫於2016年11月16日至2020年7月擔任印度駐新加坡高級專員。2020年2月6日，阿什拉夫被任命爲下一任印度駐法國大使。7月13日，就任印度駐法國大使，兼任駐摩納哥大使。2024年，印度《论坛报》一篇报导认为阿什拉夫可能接替国家安全副顾问一职，引发讨论。

## 个人生活
妻子加扎拉·谢哈布丁博士（Ghazala Shahabuddin）是一位生态学家和保育动物学家，也是已故政治家赛义德·谢哈布丁之女。